# Шимон Людвік Людвікович

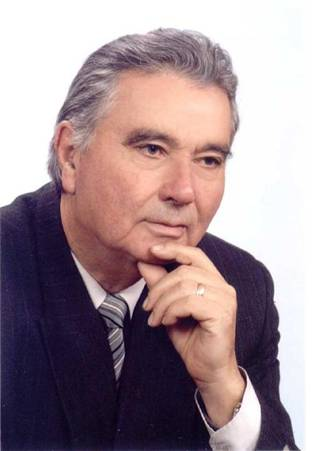
Шимон Людвік Людвікович

Людвік Людвікович Шимон (*22 листопада 1934) — український учений у галузі атомної фізики і квантової електроніки. Доктор фізико-математичних наук, професор. Академік АН ВШ України з 1993 р.

## Біографія
Народився в с. Терново Тячівського району Закарпатської обл. в сім'ї залізничника. Закінчив фізико-математичний факультет Ужгородського університету (1957). Кандидат (1966), доктор (1985) фіз.-мат. наук, доцент (1968), професор (1986). З 1982 р. — завідувач кафедри квантової електроніки і науковий керівник Проблемної науково-дослідної лабораторії фізичної електроніки; з 1988 р. по 2004 р. — декан фізичного факультету.

## Наукова діяльність
Наукові інтереси пов'язані з дослідженням збудження та іонізації атомів електронним ударом з основного та збуджених станів (для вирішення проблем застосування фізики плазми); складних біомолекул та кластерів (проблеми охорони природи та екології); взаємодії лазерного випромінювання з атомами у вільному стані (для вирішення проблем створення приладів нового покоління), взаємодії ультрафіолетового випромінювання з біологічними рідинами (проблема здоров'я людини), а також в галузі квантової електроніки — з вивчення процесів та явищ в робочих середовищах когерентних та некогерентних джерел випромінювання з метою покращення їхніх вихідних характеристик.
Автор і співавтор 450 наукових публікацій у провідних фізичних журналах та матеріалах всеукраїнських і міжнародних конференцій, 35 винаходів, 1 монографії, 2 підручників, 4 посібників.
Підготував 4 докторів та 11 кандидатів фіз.-мат. наук.
Член Українського та Американського фізичних товариств (1992). Член товариства Академії наук Угорщини (2000).

## Нагороди
Серед нагород та відзнак: «Подяка Президента» за сумлінну працю, значний особистий внесок у розвиток і зміцнення Української держави (2000 р.), лауреат регіонального конкурсу «Найкращий Закарпатець-2001р», нагороджений Закарпатською ОДА нагрудним знаком «За розвиток регіону» (2004). Відзначений Міжнародним біографічним Центром (Кембридж, Англія) званням «Міжнародна людина року 1997—1998», названий «Міжнародним ученим року 2008», представлений в книжці «Лауреати нагород. 1992—2004» серії «500 впливових особистостей» по міжнародній іміджевій програмі «Лідери XXI століття» (Східно-Український біографічний інститут, м. Харків). Нагороджений орденом «За заслуги» III ступеня за вагомий особистий внесок у розвиток вітчизняної науки, підготовку висококваліфікованих спеціалістів та багаторічну сумлінну працю (2008).